# دیواره (زمین‌شناسی)

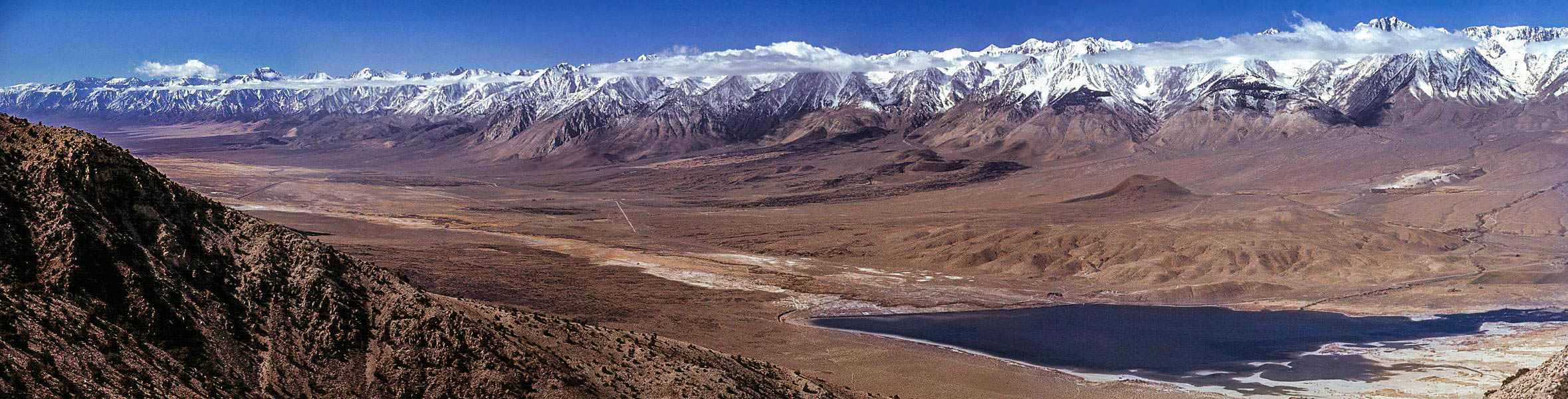
دیواره سیرا در کالیفرنیا.

دیواره (به انگلیسی: Escarpment) یا تُنده در جغرافیا به پرتگاه ممتد و دیوارمانندی که بر اثر فرسایش یا گسیختگی و شکست یک چینه سنگی پدید آمده باشد دیواره گفته می‌شود.
دیواره یک صخره طویل، کمابیش پیوسته یا سراشیب نسبتاً تند است که به یک جهت عمومی رو دارد و پیوستگی زمین را به وسیلهٔ جدایش سطوحی دارای شیب‌های ملایم از بین می‌برد و خود به وسیلهٔ فرسایش یا گسلش حاصل شده‌است.
دیواره عموماً رخنمون یک لایه مقاوم را که در یک سری از چینه‌های با شیب ملایم نرم‌تر ظاهر می‌شود، نشان می‌دهد.